# كارلوس أندريس سانشيز
كارلوس أندريس سانشيز أركوسا (بالإسبانية: Carlos Andrés Sánchez)‏ (ولد في 2 ديسمبر 1984) هو لاعب كرة قدم من أوروغواي يلعب حالياً مع نادي مونتيري المكسيكي وأوروغواي. سانشيز هو لاعب خط وسط مهاجم يستخدم قدمه اليمن ويمكنه اللعب أيضا في مركز الجناح الأيمن.

## روابط خارجية
- كارلوس أندريس سانشيز على موقع الاتحاد الدولي (مؤرشف)  (الإنجليزية)
- كارلوس أندريس سانشيز على موقع قاعدة بيانات كرة القدم.إي يو (الإنجليزية)
- كارلوس أندريس سانشيز على موقع ناشيونال فوتبول تيمز (الإنجليزية)
- كارلوس أندريس سانشيز على موقع Soccerway.com (الإنجليزية)
- كارلوس أندريس سانشيز على موقع AS.com (الإسبانية)